# جادوگران (فیلم ۱۹۹۶)
جادوگران (به اسپانیایی: Brujas) فیلمی محصول سال ۱۹۹۶ و به کارگردانی آلوارو فرناندس آرمرو است. در این فیلم بازیگرانی همچون پنه‌لوپه کروز، نئوس آسنسی، آنا آلوارز، آلکس آنگولو، بئاتریس کارباخال و کیتی مانبر ایفای نقش کرده‌اند.